# LP 890-9
LP 890-9, или SPECULOOS-2 или TOI-4306 — красный карлик, расположенный на расстоянии 105 световых лет от Солнечной системы в созвездии Эридана. Масса звезды составляет 12 % от массы и 15 % от радиуса Солнца, температура — 2 871 K (2 598 °C). По состоянию на 2022 год является второй после TRAPPIST-1 самой холодной звездой, около которой обнаружена планетная система.

## Планетная система
В 2022 году были обнаружены две экзопланеты, обращающиеся вокруг этой звезды. Первая планета, LP 890-9 b, была первоначально идентифицирована с помощью телескопа TESS. Дальнейшие наблюдения с помощью SPECULOOS подтвердили наличие этой планеты и открыли вторую планету LP 890-9 c. Обе планеты, вероятно, являются планетами земной группы, по размерам несколько превышающими Землю. Внешняя планета LP 890-9 c вращается в пределах обитаемой зоны и является благоприятной целью для исследования атмосферы с помощью телескопа JWST.
LP 890-9 c вращается у внутреннего края обитаемой зоны, и модели расходятся во мнениях к какому классу относится планета — Суперземля или Супер-Венера. Спектральный анализ JWST должны позволить различить эти два сценария. Планета находится в обитаемой зоне. Хотя расположение планеты в обитаемой зоне предполагает высокую вероятность наличия атмосферы и климата, сходных с земными, большой размер планеты может препятствовать возможности её обитаемости. Кроме того, планета находится достаточно близко к своей звезде, поэтому мощное излучение может снизить возможность её обитаемости.